# Blood: The Last Vampire
Blood: The Last Vampire (Blood: el último vampiro) es una película de animación japonesa dirigida por Hiroyuki Kitakubo y producida por los estudios Production I.G y SPE Visual Works. Cuenta con un manga secuela con el mismo título de forma oficial y de forma alternativa ha habido varias series que han hecho su propia continuación respecto a la película, Blood+ y Blood-C. La historia trata de una chica joven llamada Saya en la base estadounidense de Yokota en Japón.
En el caso del manga oficial, tiene lugar en Yokohama. Este es considerado para adultos debido al alto contenido erótico (fue escrito por el artista hentai Benkyo Tamaoki) principalmente por la gran cantidad de imágenes de Saya, la protagonista, desnuda y en actividades sexuales. En esta ocasión debe cuidar a una estudiante que tuvo un encuentro con una banda de motoristas juveniles liderados por la misteriosa Maya, que mantiene una relación muy afectuosa con la estudiante ya mencionada, Akiko. Contiene evidentes referencias al personaje literario de Carmilla, de la historia del mismo nombre escrita por Sheridan Le Fanu.
Una película en imagen real, basada libremente en el anime, se estrenó con el mismo título en 2009 y que fue dirigida por el director Chris Nahon.

## Argumento
La historia está ambientada en 1966. Una adolescente llamada Saya caza criaturas vampíricas parecidas a murciélagos llamadas quirópteros. Tras asesinar a un hombre en un tren subterráneo con su katana, David y Louis, dos agentes americanos, se presentan y aseguran la escena. Saya le informa a David que su espada esta en malas condiciones y necesita una nueva, pero el agente le informa que no hay tiempo ya que debe iniciar otra misión encubierta. Mientras, Louis revisa el cadáver y, al descubrir que tiene forma humana, acusa a Saya de equivocarse y matar un inocente; Daniel asegura que simplemente murió antes de revelar su verdadera forma y no le dan importancia a sus quejas hasta que nombra a Jesús, cosa que hace que Saya pierda los estribos y lo agreda hasta que David logra calmarla, por lo que se retira molesta por tener que realizar la siguiente misión sin la preparación adecuada. Una vez solos, David llama la atención a Louis y le advierte no volver a provocarla ya que hasta donde saben es "la última de los originales".
La próxima misión de Saya comienza en la Base Aérea estadounidense de Yokota, que está activa en la preparación para la guerra de Vietnam. Al menos un quiróptero ha logrado infiltrarse en la base aérea, y es sólo cuestión de tiempo antes de que se alimenten nuevamente, entren en hibernación y se vuelvan imposibles de rastrear. Saya debe hacerse pasar por una colegiala e infiltrarse en la escuela secundaria adyacente a la base para luego rastrear y matar a los quirópteros mientras David se compromete a conseguir una nueva katana para ella.
En la escuela, Saya se encuentra con una humilde enfermera, Amino Makiho, en vísperas de la fiesta anual de Halloween de la escuela. Dos de las compañeras de clase de Saya, Sharon y Linda, visitan a Makiho en la enfermería, pero Saya irrumpe en la habitación, matando a Linda e hiriendo a Sharon, rompiendo su desgastada espada en el proceso. Se revela que ambas chicas son quirópteros, por lo que Makiho queda en shock. 
Mientras Saya roba una katana de una tienda de antigüedades para enfrentar a Sharon, un okama en la ciudad presiente la situación y revela ser un tercer quiróptero que vuela hasta la base. En la escuela, Makiho recupera la calma y persigue a Sharon hasta una sala llena de bailarines estadounidenses disfrazados, donde la encuentra transformada. Saya la salva pero descubre que la katana es una réplica de latón y ambas huyen a los hangares de las pistas aéreas donde los quirópteros las atacan.
David llega y entrega una nueva katana a Saya con la que mata a Sharon. El último quiróptero decide huir, intentando esconderse en un avión de carga que despega. David y Saya la persiguen y ella logra herir de muerte al quiróptero mientras Louis llega y se lleva a Makiho antes de que la policía local la encuentre.
Posteriormente, se ve a Makiho en una entrevista con funcionarios del gobierno que la interrogan sobre los acontecimientos de la noche. Sin embargo, se revela que toda la evidencia de la batalla entre Saya y los quirópteros ha sido encubierta y tanto David como Saya han desaparecido, dejando a Makiho sin nada que pruebe la veracidad de su historia. Luego, su interrogador le pide que identifique a Saya en una fotografía tomada en 1892. La única otra descripción de la imagen es la palabra "VAMPIRO". 
Tras regresar a la escuela Makiho narra que nunca descubrió la verdad detrás de Saya y los quirópteros, preguntándose si todavía está luchando contra ellos.

## Contenido de la obra
Esta historia fue considerada desde sus inicios por sus creadores y productores como un multiverso, no solo por la creación del manga y del anime, sino también por la continuación en tres novelas, un videojuego, una adaptación secuela en anime llamada Blood+ y una adaptación a imagen real.
Las tres novelas fueron escritas por Mamoru Oshii. Las dos primeras se titulan La noche de las bestias y La seducción de la sangre, de las cuales solo la primera ha sido publicada en inglés. 
El videojuego de la plataforma PlayStation 2, llamado también Blood: The Last Vampire, fue producido por Sony Computer Entertainment Japan y comercializado únicamente en el mercado japonés en el año 2000. Participa de la misma calidad de animación de la película, aunque se añaden varios personajes. El tema principal fue compuesto por Yuki Kajiura. Debido a la división del juego en dos discos, con el correspondiente aumento de precio, las ventas no fueron tan altas como se había esperado. A finales de 2005, con el estreno del anime Blood+, Production I.G y Sony anunciaron la salida del juego Blood en un solo disco compatible con PS2 y PSP.